# Natalia Zastępa
Natalia Zastępa (ur. 28 maja 2002 w Krapkowicach) – polska piosenkarka, autorka tekstów i kompozytorka.
Finalistka pierwszej edycji programu The Voice Kids (2018) i dziewiątej edycji programu The Voice of Poland (2018). Zwyciężczyni konkursu Premiery na 58. KFPP w Opolu (2021).

## Kariera muzyczna
14 czerwca 2019 wystąpiła podczas koncertu „Debiuty” na 56. KFPP w Opolu. 24 stycznia 2020 wystąpiła podczas koncertu charytatywnego Artyści dla Mai, który odbył się w klubie „Stodoła” w Warszawie. Pod koniec 2017 wzięła udział w przesłuchaniach do pierwszej edycji programu TVP2 The Voice Kids, podczas których dołączyła do drużyny Edyty Górniak. Ostatecznie zakwalifikowała się do finału rozgrywanego 24 lutego 2018. 

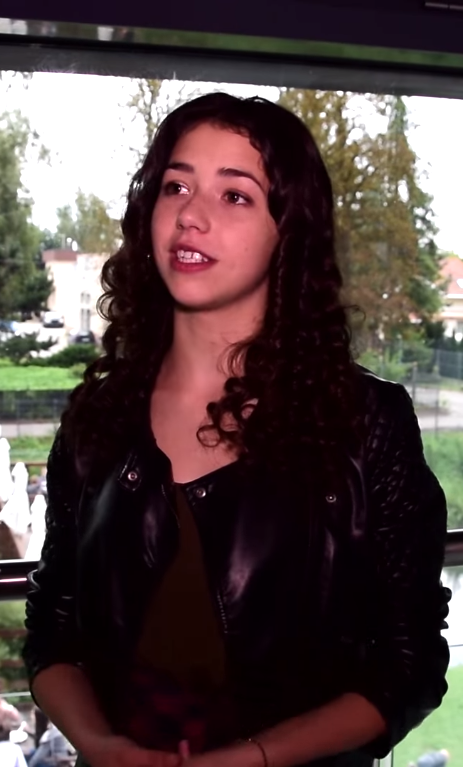
Zastępa podczas wywiadu dla Tele Magazynu (2018)

Pod koniec 2018 przeszła przesłuchania do dziewiątej edycji programu The Voice of Poland w TVP2 i dołączyła do drużyny Michała Szpaka. Dostała się do finału, w którym zajęła drugie miejsce. W finale programu wykonała swój autorski singiel „Za późno”, z którym dotarła do 30. miejsca na liście przebojów AirPlay – Top. W 2019 nagrała utwory „Nie żałuję” i „Kłopoty”, które były notowane w wielu polskich listach przebojów. W 2020 wydała kolejne solowe utwory: „Rudy”, „Niech się stanie” i „Lava Lamp”, a także „Ślady. Jak Zostać Gwiazdą” (w duecie z Marcinem Sójką) na potrzeby ścieżki dźwiękowej do komedii Jak zostać gwiazdą.
21 maja 2021 wydała debiutancki album studyjny pt. Nie żałuję. 4 września tego samego roku za utwór „Wiesz jak jest” otrzymała nagrodę za najlepszą muzykę i nagrodę jury w konkursie Super Premier na LVIII Krajowym Festiwalu Piosenki Polskiej w Opolu.

## Dyskografia

### Albumy studyjne
| Rok  | Dane dot. albumu                                                                                                | Najwyższa pozycja na liście |
| Rok  | Dane dot. albumu                                                                                                | POL                         |
| ---- | --- | --------------------------- |
| 2021 | Nie żałuję - Wydany: 21 maja 2021 - Wytwórnia: Universal Music Polska - Format: CD, digital download, streaming | 32                          |

### Minialbumy
| Rok  | Dane dot. albumu |
| ---- | --- |
| 2024 | Wracam do siebie - Wydany: 19 września 2024 - Wytwórnia: Universal Music Polska - Format: digital download, streaming |

### Single
Jako główny artysta
| Rok                                                      | Tytuł                                           | Najwyższe pozycje na listach | Najwyższe pozycje na listach | Najwyższe pozycje na listach | Najwyższe pozycje na listach | Najwyższe pozycje na listach | Najwyższe pozycje na listach | Najwyższe pozycje na listach | Najwyższe pozycje na listach | Certyfikat             | Sprzedaż       | Album                                  |
| Rok                                                      | Tytuł                                           | POL (airplay)                | POL (nowości)                | PiK                          | RMF                          | SLiP                         | Zet                          | POL (iTunes)                 | IRE (iTunes)                 | Certyfikat             | Sprzedaż       | Album                                  |
| -------------------------------------------------------- | ----------------------------------------------- | ---------------------------- | ---------------------------- | ---------------------------- | ---------------------------- | ---------------------------- | ---------------------------- | ---------------------------- | ---------------------------- | ---------------------- | -------------- | -------------------------------------- |
| 2018                                                     | „Za późno”                                      | 30                           | 1                            | –                            | 7                            | 23                           | 13                           | 35                           | –                            |                        |                | Nie żałuję                             |
| 2019                                                     | „Nie żałuję”                                    | 10                           | 1                            | 25                           | 1                            | 17                           | 1                            | 8                            | –                            |                        |                | Nie żałuję                             |
| 2019                                                     | „Kłopoty”                                       | 23                           | 3                            | –                            | 3                            | 16                           | 1                            | 81                           | 97                           |                        |                | Nie żałuję                             |
| 2020                                                     | „Rudy”                                          | 10                           | 3                            | 24                           | 1                            | 31                           | 4                            | 9                            | 198                          |                        |                | Nie żałuję                             |
| 2020                                                     | „Ślady. Jak Zostać Gwiazdą” (oraz Marcin Sójka) | –                            | –                            | –                            | –                            | 32                           | –                            | –                            | –                            |                        |                | Jak zostać gwiazdą (ścieżka dźwiękowa) |
| 2020                                                     | „Lava Lamp”                                     | –                            | –                            | –                            | –                            | 21                           | –                            | 41                           | –                            |                        |                | Nie żałuję                             |
| 2021                                                     | „Mantry” (gościnnie Sonbird)                    | –                            | –                            | –                            | –                            | 21                           | –                            | –                            | –                            |                        |                | Nie żałuję                             |
| 2021                                                     | „Wiesz jak jest”                                | 16                           | 1                            | –                            | 3                            | 23                           | 3                            | 46                           | –                            |                        |                | Nie żałuję                             |
| 2021                                                     | „Błysk”                                         | –                            | –                            | –                            | –                            | –                            | –                            | –                            | –                            |                        |                | Nie żałuję                             |
| 2021                                                     | „Długi film” (oraz Stach Bukowski)              | –                            | –                            | –                            | –                            | –                            | –                            | –                            | –                            |                        |                | –                                      |
| 2023                                                     | „Wracam do siebie”                              | 8                            | X                            | –                            | 1                            | 6                            | 1                            | –                            | –                            | - POL: platynowa płyta | - POL: 50 000+ | Wracam do siebie                       |
| 2023                                                     | „Żart”                                          | –                            | X                            | 30                           | –                            | –                            | –                            | –                            | –                            |                        |                | Wracam do siebie                       |
| 2023                                                     | „Saska”                                         | –                            | X                            | –                            | –                            | –                            | –                            | –                            | –                            |                        |                | Wracam do siebie                       |
| 2023                                                     | „Wszystko jedno”                                | 25                           | X                            | 3                            | 2                            | 25                           | –                            | –                            | –                            |                        |                | Wracam do siebie                       |
| 2024                                                     | „Szach i mat”                                   | –                            | X                            | –                            | –                            | –                            | –                            | –                            | –                            |                        |                | Wracam do siebie                       |
| „–” oznacza, że singel nie był notowany na danej liście. |                                                 |                              |                              |                              |                              |                              |                              |                              |                              |                        |                |                                        |

Jako artystka gościnna
| Rok                                                      | Tytuł                                   | Pozycja na liście | Album |
| Rok                                                      | Tytuł                                   | POL (iTunes)      | Album |
| -------------------------------------------------------- | --------------------------------------- | ----------------- | ----- |
| 2020                                                     | „Razem” (jako Razem Robimy Dobro)       | 92                | –     |
| 2021                                                     | „Czas ołowiu” (jako Razem Robimy Dobro) | 4                 | –     |
| „–” oznacza, że singel nie był notowany na danej liście. |                                         |                   |       |

Single promocyjne
| Rok                                                      | Tytuł                                  | Pozycja na liście | Pozycja na liście | Album      |
| Rok                                                      | Tytuł                                  | SLiP              | POL (iTunes)      | Album      |
| -------------------------------------------------------- | -------------------------------------- | ----------------- | ----------------- | ---------- |
| 2020                                                     | „Love in the Dark (Digster Spotlight)” | –                 | 44                | –          |
| 2020                                                     | „Niech się stanie”                     | 31                | 30                | Nie żałuję |
| 2020                                                     | „The Power of Love”                    | –                 | –                 | –          |
| „–” oznacza, że singel nie był notowany na danej liście. |                                        |                   |                   |            |

### Teledyski
| Rok  | Tytuł                       | Reżyseria           | Produkcja                      | Źr.    |
| ---- | --------------------------- | ------------------- | ------------------------------ | ------ |
| 2018 | „Za późno”                  | Sebastian Wełdycz   | Piotr Marczak                  | [ 33 ] |
| 2019 | „Nie żałuję”                | Pascal Pawliszewski | Pascal Production              | [ 34 ] |
| 2020 | „Rudy”                      | Piotr Smoleński     | Michał Gołasiewicz             | [ 35 ] |
| 2020 | „Niech się stanie”          | nieznani            | nieznani                       | [ 36 ] |
| 2020 | „Ślady. Jak Zostać Gwiazdą” | Romek Adamowski     | Ann Pie3                       | [ 7 ]  |
| 2020 | „Lava Lamp”                 | Mariusz Mrotek      | Mariusz Mrotek                 | [ 37 ] |
| 2021 | „Mantry”                    | Piotr Smoleński     | Michał Gołasiewicz             | [ 38 ] |
| 2021 | „Wiesz jak jest”            | Dawid Klepadło      | Dawid Klepadło                 | [ 39 ] |
| 2021 | „Błysk”                     | Bartosz Mieloch     | Małgorzata Taklińska           | [ 24 ] |
| 2021 | „Długi film”                | Mateusz Dziworski   | Agencja Kreatywna Sweet Jesus! | [ 40 ] |

## Nagrody i nominacje
| Rok  | Konkurs                                          | Kategoria                                    | Rezultat  | Źr.         |
| ---- | ------------------------------------------------ | -------------------------------------------- | --------- | ----------- |
| 2018 | The Voice Kids                                   | I edycja                                     | Finał     | [ 41 ]      |
| 2018 | The Voice of Poland                              | IX edycja                                    | Finał     | [ 42 ]      |
| 2019 | Plebiscyt Party.pl                               | Hit jesieni 2019                             | Nominacja | [ 43 ]      |
| 2019 | Top Of The Top Sopot Festival                    | Young Choice Awards                          | Nominacja | [ 44 ]      |
| 2019 | JOY Influencer Roku 219                          | Music Influencer                             | Nominacja | [ 45 ]      |
| 2019 | LVI Krajowy Festiwal Piosenki Polskiej w Opolu   | Debiuty                                      | Nominacja | [ 46 ]      |
| 2021 | LVIII Krajowy Festiwal Piosenki Polskiej w Opolu | Super Premiery „Wiesz jak jest”              | Wygrana   | [ 8 ] [ 9 ] |
| 2021 | LVIII Krajowy Festiwal Piosenki Polskiej w Opolu | Nagroda za najlepszą muzykę „Wiesz jak jest” | Wygrana   | [ 8 ] [ 9 ] |